# Sandbium
| ❮ | System              | Serie              | Stufe       | ≈ Alter (mya) |
| ❮ | später              | später             | später      | jünger        |
| - | ------------------- | ------------------ | ----------- | ------------- |
| ❮ | O r d o v i z i u m | Ober- ordovizium   | Hirnantium  | 443,4 ⬍ 445,2 |
| ❮ | O r d o v i z i u m | Ober- ordovizium   | Katium      | 445,2 ⬍ 453   |
| ❮ | O r d o v i z i u m | Ober- ordovizium   | Sandbium    | 453 ⬍ 458,4   |
| ❮ | O r d o v i z i u m | Mittel- ordovizium | Darriwilium | 458,4 ⬍ 467,3 |
| ❮ | O r d o v i z i u m | Mittel- ordovizium | Dapingium   | 467,3 ⬍ 470   |
| ❮ | O r d o v i z i u m | Unter- ordovizium  | Floium      | 470 ⬍ 477,7   |
| ❮ | O r d o v i z i u m | Unter- ordovizium  | Tremadocium | 477,7 ⬍ 485,4 |
| ❮ | früher              | früher             | früher      | älter         |

Das Sandbium ist in der Erdgeschichte die unterste chronostratigraphische Stufe der Oberordovizium-Serie des Ordoviziums. Die Stufe entspricht geochronologisch in etwa dem Zeitraum von etwa 458,4 bis etwa 453 Millionen Jahre. Das Sandbium folgt auf das Darriwilium und wird vom Katium abgelöst.

## Namensgebung und Geschichte
Der Name der Stufe ist von der Ortschaft Södra Sandby abgeleitet ist. Der Name wurde von einer Wissenschaftler-Gruppe um Stig Bergström 2006 vorgeschlagen.

## Definition und GSSP
Die Untergrenze ist durch das Erstauftreten der Graptolithen-Art Nemagraptus gracilis definiert. Die Obergrenze bildet das Erstauftreten der Graptolithen-Art Diplacanthograptus caudatus. Die Grenze fällt auch mit der Untergrenze der „Guttenberg carbon-13 isotope excursion“ zusammen, eine weltweit zu beobachtende Abweichung im C13-Isotopenverhältnis. Das offizielle Referenzprofil (GSSP = „Global Stratotype Section and Point“) für das Sandbium sind vier natürliche Aufschlüsse entlang des Baches Sularp bei Fågelsång, 8 km östlich des Zentrum von Lund und 1,5 km westlich von Södra Sandby in Schonen (Südschweden).